# Ip Man 3
Ip Man 3 – hongkońsko-chiński film akcji z 2015 roku. Film oparty na biografii Yip Mana, chińskiego mistrza sztuk walki. Kontynuacja filmów Ip Man z 2008 roku i Ip Man 2 z 2010 roku.

## Fabuła
Rok 1959. Ip Man (Donnie Yen) prowadzi szczęśliwe życie, mieszka w Hongkongu z żoną Cheung (Lynn Hung) i kilkuletnim synkiem oraz prowadzi szkołę walki Wing Chun. Jego spokój zostaje przerwany, gdy grupa bandytów zaczyna terroryzować szkołę, do której chodzi syn Ip Mana. Mężczyzna i jego uczniowie decydują się pomóc policji w ochronie placówki, która ma być nadzorowana dzień i noc. Jednocześnie żona Ip Mana zaczyna poważnie chorować, a inny wojownik Wing Chun wyzywa mężczyznę do pojedynku o tytuł Mistrza Wing Chun.

## Obsada
- Donnie Yen jako Ip Man
- Zhang Jin jako Cheung Tin-chi
- Lynn Hung jako Cheung Wing-sing, żona Ip Mana
- Patrick Tam jako Ma King-sang
- Karena Ng jako Pani Wong
- Kent Cheng jako gruby Po
- Bryan Leung jako Tin Ngo-san
- Louis Cheung jako Tsui Lik
- Kwok-kwan Chan jako Bruce Lee
- Mike Tyson jako Frank
- Yu Kang jako mistrz Tam
- Lo Mang jako mistrz Law
- Leung Siu-hung jako mistrz Lee
- Chen Chao jako mistrz Chan

i inni